# Praia de Quiaios
Praia de Quiaios e Serra da Boa Viagem.
A Praia de Quiaios situa-se a norte do concelho da Figueira da Foz, em Portugal.

## Situação geográfica
Possuidora de extenso areal, oferece uma paisagem exuberante e diversificada com a Serra da Boa Viagem como plano de fundo. É um apetecido destino de férias no concelho da Figueira da Foz, sendo das praias do concelho com mais habitações de férias.
Com poucas dezenas de habitantes durante o ano, no Verão este número multiplica-se, chegando a atingir algumas centenas de habitantes.
A praia da Murtinheira já serviu de palco para filmagens de vários episódios de uma telenovela portuguesa.
Com infra-estruturas que incluem piscina, hotel, centro hípico (com residencial e restaurante), complexo desportivo/centro de estágio, e parque de campismo, estas praias são frequentadas por gente oriunda de todo o país, sobretudo da região centro. As praias de Quiaios e Murtinheira estão a cerca de 3 quilómetros da Vila de Quiaios.

## História
A Vila de Quiaios foi doada em 1122 pela rainha D. Teresa (mãe de D. Afonso Henriques), a seu amante D. Fernão Peres de Trava.
Devido às divergências entre mãe e filho que resultaram na batalha de S. Mamede, D. Afonso Henriques conquista o reino e expulsa de Quiaios o amante de sua mãe.
Mais tarde, em 1134, parte da Vila seria doada a Paio Guterres, pelos seus serviços na independência de Portugal, sendo a outra parte doada ao Mosteiro de Santa Cruz de Coimbra. Em 1514, no reinado de D. Manuel I, recebe foral. O concelho de Quiaios foi abolido em 1836, aparecendo como freguesia de Maiorca. Em 1853 passa a integrar o concelho da Figueira da Foz.

## Património, festas e romarias
O património de Quiaios é sobretudo de origem religiosa; a Igreja Matriz, a Capela da Senhora da Graça, a Capela Santo Amaro, a Capela do Senhor dos Aflitos e a Capela da Senhora da Boa Viagem são os exemplos mais emblemáticos. Existe também a Casa da Renda e a lagoa das Braças.
As festas de referência são o Enterro do Bacalhau, Cortejo de São Tomé, Festas de S. Mamede, S. João, a morte do judas, caqueiradas e cavalhadas e a grandiosa festa em honra do Sr. dos Aflitos que se realiza no 1º Domingo de outubro na Murtinheira e atrai anualmente milhares de pessoas.